# Bodian Massa
Bodian Massa (Marsella, 21 de octubre de 1997) es un baloncestista francés que pertenece a la plantilla del Bàsquet Manresa de la Liga Endesa. Con 2,08 metros de estatura, juega en la posición de ala-pívot o pívot nato.

## Trayectoria deportiva
Es un pívot marsellés que debutó en la temporada 2016-17 con el Fos Provence Basket en la LNB Pro B francesa. Tras disputar 9 partidos en dos temporadas, en la temporada 2018-19 forma parte de la plantilla del Saint-Chamond Basket de la LNB Pro B.
A su regreso a Fos Provence Basket, en la temporada 2020-21 lograría el ascenso a la LNB Pro A siendo pieza clave con el que disputó 31 partidos de liga.
En la temporada 2021-22, debuta en la LNB Pro A con Fos Provence Basket, disputando 34 partidos.
En la temporada 2022-23, firma por el SIG Strasbourg de la LNB Pro A.
En la temporada 2023-24, firma por el JL Bourg Basket de la LNB Pro A, donde promedió 10,4 puntos y 5,8 rebotes por partido y con el que lograría el subcampeonato de liga.
El 21 de junio de 2024, firma por el Bàsquet Manresa de la Liga Endesa.